# NGC 6760
NGC 6760 هي مجرة تتبع كوكبة العقاب. اكتشفها جون راسل هند في 30 مارس 1845.

## روابط خارجية
- NGC 6760 على موقع ويكي سكاي: DSS2, SDSS, GALEX, IRAS, Hydrogen α, X-Ray, Astrophoto, Sky Map, Articles and images